# Cup Noodles

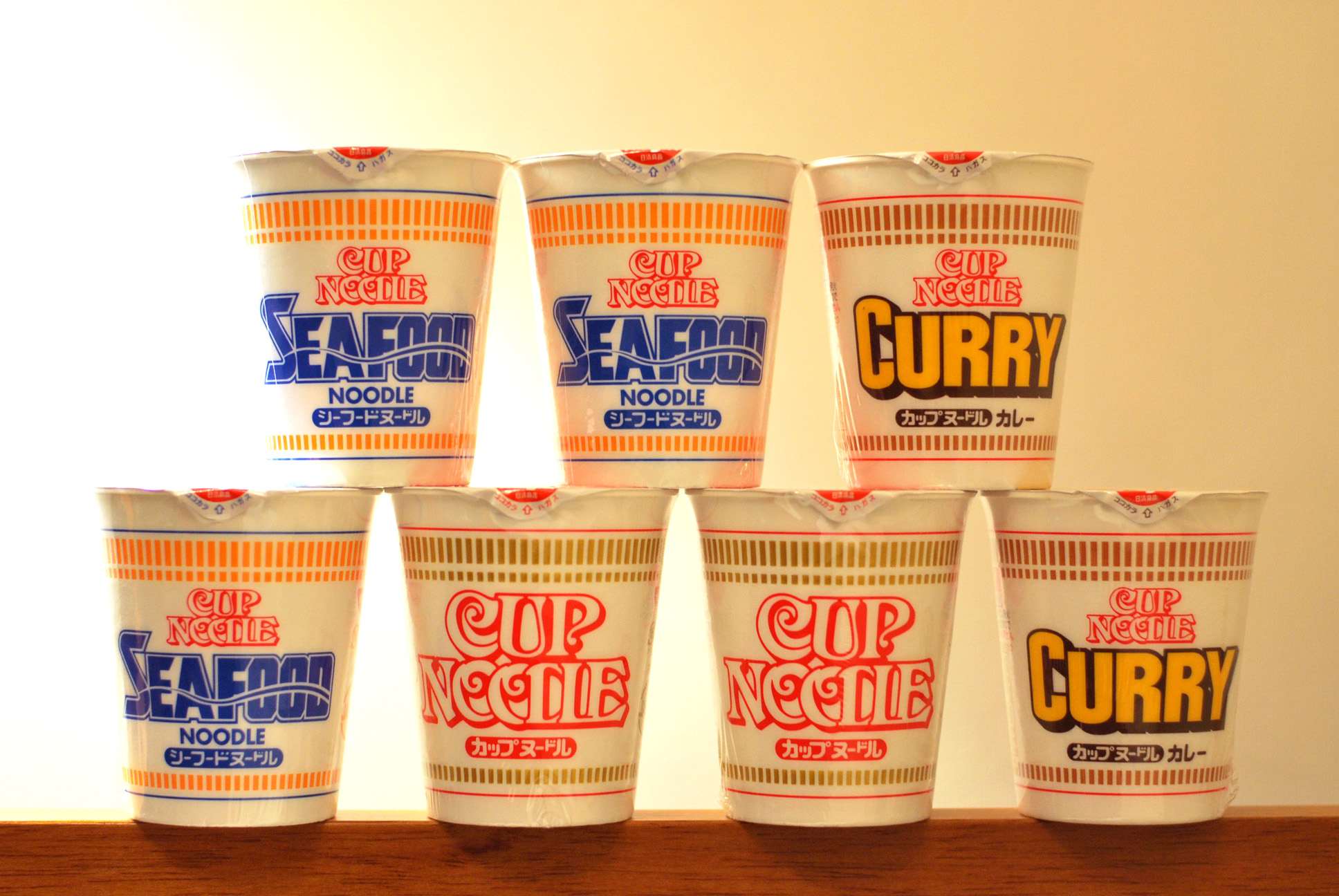
Vários Cup Noodles da Nissin.

Cup Noodles é um tipo de macarrão instantâneo preparado num copo de plástico. O produto foi inventado por Momofuku Ando.
O lámen desidratado se encontra dentro de um recipiente resistente à água, o qual é usado para cozinhar sem a necessidade de outros utensílios. Existem distintos sabores e variantes em várias marcas por todo o mundo. O prato se carecteriza como fast food por seu baixo preço e fácil preparação.
Em algumas ocasiões, os macarrões instantâneos são considerados junk food pelo seu conteúdo. O alimento apresenta um nível alto de carboidrato, sódio e gordura saturada, junto a níveis baixos de fibras, vitaminas e sais minerais.

## História
O macarrão instantâneo foi inventado em 1958 por Momofuku Ando (1910–2007), fundador da empresa alimentícia japonesa Nissin. No mesmo ano, Ando desenvolveu alguns macarrões pré-cozidos e desidratados, com sabor de frango. O produto foi comercializado como Chikin Ramen (lámen de frango) e em seus primeiros anos era mais caro que os pratos tradicionais, como udon e sobá.
Em 18 de setembro de 1970, Ando abriu uma empresa subsidiária para a venda de seus macarrões instantâneos nos Estados Unidos, já que nesse país não estavam acostumados com a embalagem tradicional desse alimento. Ando projetou um copo grande de poliestireno reutilizável, que só necessitava água quente e repouso para a sua preparação. O produto foi lançado em 1971 e suas vendas dispararam no Japão com a forte queda dos preços dos macarrões instantâneos. Seu êxito proporcionou o lançamento de novos sabores, como gado bovino, caril e frutos do mar. A aceitação do produto fez com que Ando criasse uma empresa subsidiária para vender os Cup Noodles no estrangeiro, primeiro em todo o continente asiático — onde têm sua maior quota de mercado e depois em outros lugares como Estados Unidos e Europa. Embora no princípio a marca no estrangeiro se chamasse Cup O'Noodles, em 1993 passou a se chamar Cup Noodles.

### No Brasil
O Cup Noodles começou a ser comercializado no Brasil em 1992 e inaugurou a sua fábrica no país em 2002.

## Preparação
A preparação do lámen instantâneo é simples, já que o alimento se encontra desidratado no interior do recipiente e só necessita água quente. O recipiente se destapa sem abri-lo completamente e se introduz água fervendo. Depois volta-se a tapar durante alguns minutos, até que os macarrões estejam prontos.